# Accurist
Accurist Watches Ltd es un fabricante inglés de relojes de pulsera, con sede en Leicestershire. La marca fue fundada en 1946 en St John Street, Clerkenwell, Londres, por Asher y Rebecca Loftus.

## Historia
La firma se convirtió en la primera empresa en patrocinar el servicio de horario hablado en el Reino Unido entre 1986 y 2008,
 y también patrocinó un reloj de cuenta regresiva del milenio en el Real Observatorio de Greenwich, que contó los últimos 1000 días antes del año 2000 en el histórico observatorio.
La familia Loftus mantuvo la propiedad de la empresa hasta 2014, cuando Time Products Limited, que opera las empresas Sekonda y Limit, adquirió la marca.